# وتس، بوتسوانا
وتس (به انگلیسی: Otse) شهری در ناحیهٔ جنوب شرقی کشور بوتسوانا است که در سال ۲۰۰۰ میلادی ۵٬۵۹۹ نفر جمعیت داشته که از این تعداد، ۲٬۸۳۸ نفر مرد و ۲٬۷۶۱ نفر زن بوده‌اند.